# Terai
Terai (Tarai, "fuktigt land") kallas den nedanför Himalayas lägre kedjor i norra Indien belägna sumpiga djungel, som sträcker sig från floden Yamuna i väster till Brahmaputra i öster, ehuru namnet officiellt har varit begränsat till en del av Nainital-distriktet i Uttarakhand.
Marken består av ogenomtränglig lera och skärs av otaliga, från bergen kommande vattendrag, som sipprat genom den högre upp liggande skogstrakten Bhabars porösa grus- och sandlager och bryter fram som källor vid Terais övre gräns. Teraitrakterna är överallt fuktiga och osunda samt bebos av stammar, som syns immuna mot malaria, och är ett tillhåll för elefanter, tigrar, leoparder, björnar och andra vilda djur.